# Décembre 1914

## Événements
- Chaim Weizmann, vice-président de la Fédération sioniste de Grande-Bretagne. Il rencontre des personnalités gouvernementales britanniques, dont le ministre Herbert Samuel, converti aux idées sionistes et lord Arthur Balfour, qui se montre intéressé par le projet de formation d’une « nation juive » en Palestine.
- Création de la « Ligue pour l’unité politique de tous les Roumains », présidée par le Transylvain Vasile Lucaciu, hostile à l’Autriche-Hongrie et favorable à l’engagement de la Roumanie aux côtés de l’Entente.

- 3 - 9 décembre : 
  - bataille de la Kolubara en Serbie : arrêt de la seconde invasion austro-hongroise du territoire serbe.

- 6 décembre : 
  - Carranza est écarté de la présidence et doit de réfugier à Veracruz, tandis que les armées de Pancho Villa et de Emiliano Zapata font une entrée triomphale à Mexico au terme de quatre ans de luttes révolutionnaires.
  - Prise de Łódź par les Allemands. L'offensive allemande en Pologne russe est arrêtée avant Varsovie.

- 8 décembre : 
  - Retour du gouvernement français à Paris.
  - Après sa victoire sur les côtes chilienne, la flotte allemande est écrasée par la flotte britannique à la bataille des Falklands.

- 12 décembre : 
  - Carranza reconnaît, par des additions au plan de Guadalupe, le plan de Ayala et la nécessité d’une réforme agraire radicale et de changement sociaux en faveur de la classe ouvrière.

- 15 décembre : 
  - Le roi Pierre Ier de Serbie entre à Belgrade.

- 17 décembre : 
  - George J. Clark devient premier ministre du Nouveau-Brunswick.

- 18 décembre : 
  - Protectorat britannique sur l’Égypte.

- 19 décembre : 
  - le khédive Abbas II Hilmi est déchu de son titre et son oncle Hussein Kamal prend le titre de sultan d’Égypte (fin en 1917). La Grande-Bretagne établit une assemblée consultative en partie élue par des notables dont les pouvoirs sont limités, mais destinée à restreindre l’influence du sultan. Saad Zaghloul, dirigeant du parti national (Hizb al-Umma), en est élu le vice-président.

- 28 décembre : bataille de Sarikamis entre Russes et Turcs dans le Caucase.

- 31 décembre : exposition d’Egon Schiele à Vienne.

## Naissances
- 2 décembre : Léo Rivest, comédien et humoriste († 24 mai 1990).
- 3 décembre : 
  - Don Haldane, cinéaste († 21 septembre 2008).
  - Yves Fortier, géologue († 19 août 2014).
- 7 décembre : Fermo Camellini, coureur cycliste italo-français († 27 août 2010).
- 10 décembre : Reginald John Delargey, cardinal néo-zélandais, archevêque de Wellington († 29 janvier 1979).
- 12 décembre : Irma Mico, résistante française († 2 janvier 2022).
- 25 décembre : Charles-Noël Barbès, homme politique fédéral provenant du Québec († 8 juin 2008).
- 28 décembre : Lee Bowman, acteur américain († 25 décembre 1979).
- 30 décembre : Christine Gouze-Rénal, productrice de cinéma française. († 25 octobre 2002).

31 décembre : Jacques Ménard, homme politique

## Décès
- 1er décembre : François-Virgile Dubillard, cardinal français, archevêque de Chambéry (° 16 février 1845).
- 12 décembre : Bernard Blommers, peintre et graveur néerlandais (° 30 janvier 1845).
- 24 décembre : John Muir, naturaliste et écrivain américain (° 1838).
- 27 décembre : Ottó Herman, scientifique et homme politique hongrois (° 1835).